# Dubiraphia giulianii
Dubiraphia giulianii là một loài bọ cánh cứng trong họ Elmidae. Loài này được Van Dyke miêu tả khoa học năm 1949.